# Abdij van Achel

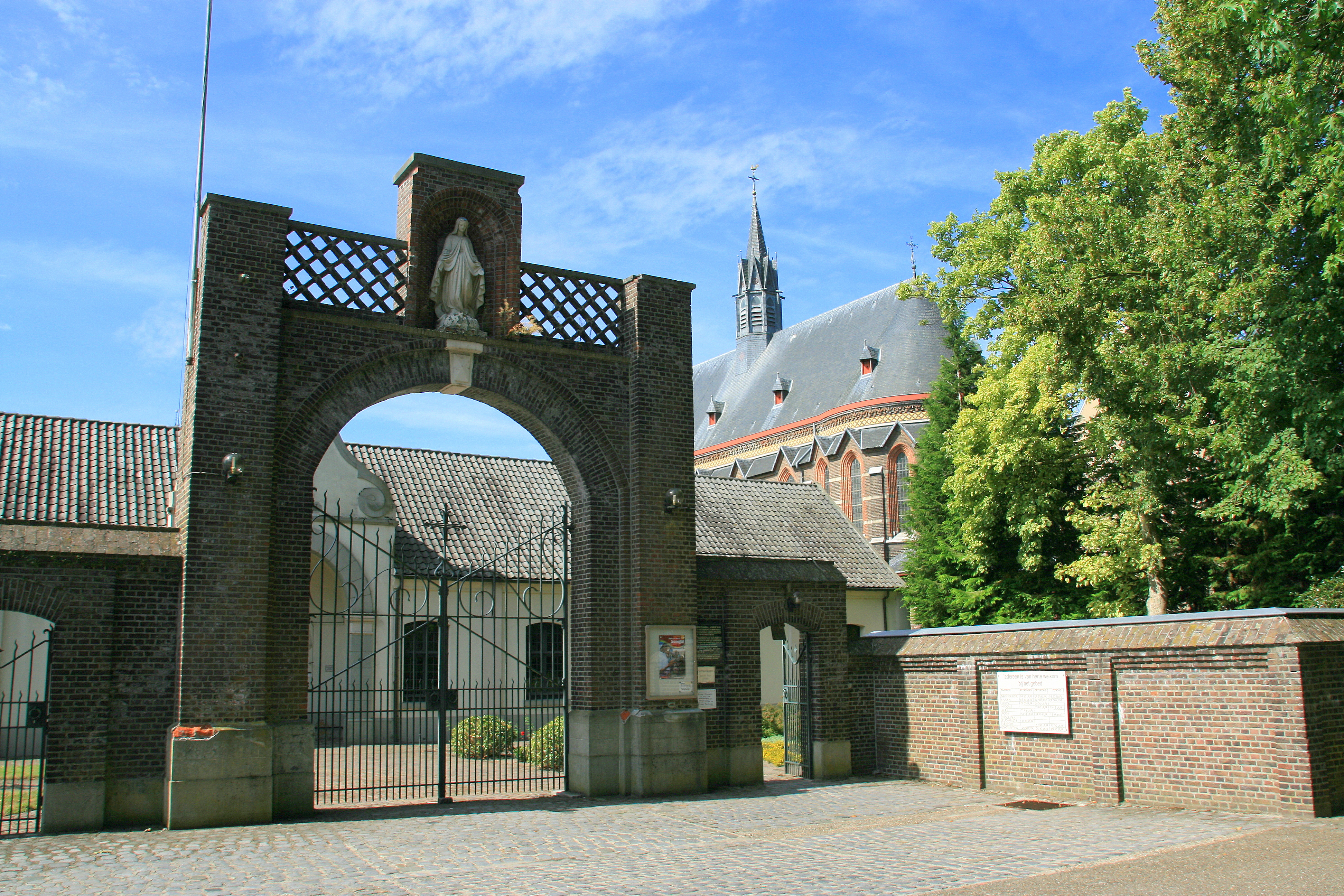
Poort met bovenin een Onze-Lieve-Vrouwebeeld

De Sint-Benedictusabdij van Achel, officieel de abdij Onze-Lieve-Vrouw-van-La-Trappe-van-de-Heilige-Benedictus geheten, in de volksmond ook wel de Achelse Kluis genoemd, is een voormalige cisterciënzerabdij deels op Belgisch, deels op Nederlands grondgebied; het Belgische gedeelte ligt in de gemeente Hamont-Achel, het Nederlandse in de gemeente Heeze-Leende.
De abdij stond onder meer bekend vanwege het gelijknamige bier Achel dat sinds 1998 in de eigen huisbrouwerij wordt gebrouwen. Er is in 2024 een inspiratiepunt en belevingscentrum ingericht over Hamont-Achel en De Groote Heide. 

## Geschiedenis

### Vroege geschiedenis
In 1656 bevond zich al in het land van Grevenbroek, behorende tot het prinsbisdom Luik, een grenskerk voor katholieken uit Nederland. De pastoor van Valkenswaard verbleef in een kleine pastorie, het Weerderhuys genoemd, waar nu het poorthuis van de abdij ligt. De grenskapel deed dienst toen de katholieke eredienst in de Noordelijke Nederlanden verboden was, een periode die duurde van 1648 tot omstreeks 1672. In 1686 stichtte Petrus van Eijnatten uit Eindhoven op deze plek een gemeenschap van kluizenaars. Sinds die tijd is de Achelse Kluis een centrum van gebed, beschouwing en geestelijk leven. De kluizenaars, die maximaal uit een groep van 13 leden bestond, leefden autonoom en voorzagen zich in alle materiële noden. Zij ontwikkelden er een groot landbouwbedrijf en bouwden een belangrijke wasblekerij uit, die de grote kerken van Luik, Maastricht en Aken voorzag van voldoende gebleekt bijenwas. Deze traditie werd abrupt afgebroken door de verdrijving in 1798 van de kluizenaars uit hun klooster door de Franse Revolutie. In 1846 werd de vervallen Kluis opnieuw bevolkt door trappistenmonniken van  Meerseldreef en de abdij van Westmalle. Het klooster behoorde tot de cisterciënzerorde, waar de monniken een leven leiden van gebed, arbeid of studie (het bekende 'ora et labora').

### Cisterciënzerabdij
In 1871 werd de Kluis die aanvankelijk een priorij was tot abdij verheven en heette sindsdien de Sint-Benedictusabdij. De huidige kloostergebouwen van de abdij liggen voor 95 % in België. Woeste gronden werden ontgonnen, landbouw en veeteelt kwamen tot grote bloei. Ruim de helft daarvan lag aan Nederlandse zijde. De gemeenschap van de Sint Benedictusabdij, nog steeds de Achelse Kluis genaamd, groeide gestaag. Dochterhuizen worden gesticht te Echt, Diepenveen, Rochefort en Kasanza in de Democratische Republiek Congo.
De neogotische abdijkerk uit 1885 werd ontworpen door de Nederlandse architect Pierre Cuypers. De eveneens uit Nederlands-Limburg afkomstige, maar sinds 1924 in België wonende architect Jos Ritzen ontwierp in 1945-1946 het nieuwe gedeelte van de abdijgebouwen.
Tijdens de Eerste Wereldoorlog werd de grens tussen het door Duitsland bezette België en het neutrale Nederland met een driedubbele draadversperring afgesloten. Deze werd de Doodendraad genoemd, want ze stond onder een hoogspanning van 3000 volt. De draadversperring moest zelfs aangelegd worden op kosten van de abdij.
Tijdens Tweede Wereldoorlog werden met behulp van verschillende Achelse monniken verzetslieden geholpen en spionagediensten verricht. Eén pater, Averdieck, werd in Kamp Vught wegens zijn activiteiten gefusilleerd. Na de oorlog werden via de abdij enkele Vlaamse collaborateurs op hun vlucht naar Ierland Nederland binnengesmokkeld. Een van hen was Albert Folens, die in Ierland een succesvol uitgever werd.
De monniken wijdden zich aan handarbeid, zowel in de landbouw, waar ze een modelboerderij beheerden, als in de productie, waar ze onder meer het ambacht van bakker, kaasmaker, meubelmaker, drukker en koperslager uitoefenden. De voorgenomen schaalvergroting mislukte. De landbouwgrond werd in 1989 verkocht aan natuurbeschermingsorganisaties. De huidige Achelse Kluis staat onder het beheer van de abt van Westmalle en concentreert zich op het brouwen van bier en de uitbating van een winkel en een gelagzaal.
In 1998 werd een groot orgel geplaatst met vele registers, dat werd vervaardigd door Bernard Hurvey uit Nantes.
Aan de abdij was het gregoriaans koor Schola Cantorum Achel verbonden. Het werd in 1968 opgericht om de traditie van het gregoriaans levendig te houden. De zangers kwamen uit de wijde omgeving.

### Einde van de cisterciënzers in Achel
In 1989 werd het grootste deel van de landbouwgronden van de abdij als natuur- en recreatiegebied verkocht aan het Nederlandse Staatsbosbeheer en het Vlaams Gewest. De abdij was dan vooral aangewezen op zijn brouwactiviteiten voor zijn inkomsten. Vanwege het teruglopende aantal monniken werd in september 2011 door het algemeen kapittel van de trappistenorde besloten dat de Achelse Kluis niet langer een zelfstandige abdij zou zijn, maar opnieuw een bijhuis van de abdij van Westmalle. In maart 2017 resteerden er nog slechts twee broeders en werd er gespeculeerd over de toekomst van de Achelse Kluis. In 2018 nam de uit Brazilië afkomstige christelijke leefgemeenschap voor ex-verslaafden Fazenda da Esperança zijn intrek in een gedeelte van de abdijgebouwen. De twee overblijvende monniken verhuisden in de zomer van 2020 naar Westmalle. Vanwege het vertrek van de trappisten uit Achel oordeelde de Internationale Vereniging Trappist in januari 2021 dat Achel niet langer het trappistenlabel zou mogen dragen. Tot 25 januari 2023 kon het bier van Achel het trappistenlabel dragen aangezien de Sint-Benedictusabdij ressorteerde onder de abdij van Westmalle. 
In januari 2023 werd de volledige abdijsite gekocht door de Belgische ondernemer Jan Tormans, eigenaar van de Tormans Group, die vooral geïnteresseerd was in de brouwerij maar ook horecaplannen heeft voor de site.
De leefgemeenschap Fazenda da Esperança verliet in 2023 gebouwen van de Achelse kluis omdat de kosten door de hoge energieprijzen niet meer in balans waren met hun beperkt aantal leden. Er werd in 2024 een inspiratiepunt en belevingscentrum ingericht over Hamont-Achel en De Groote Heide. 

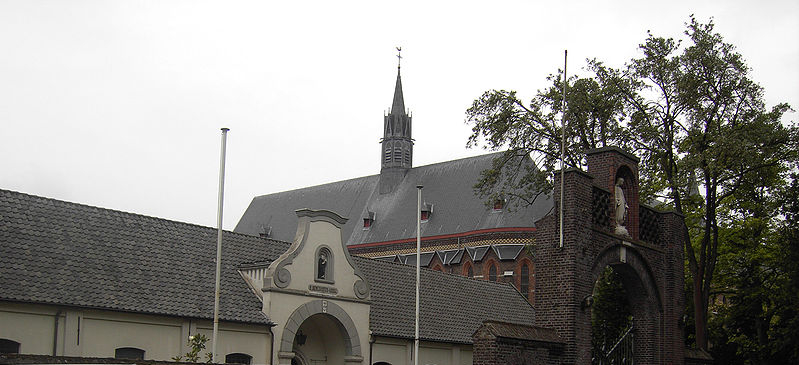
Sint-Benedictusabdij (Achelse Kluis)

## Informatie voor bezoekers

### Onthaal
De abdij bezat een brouwerij, een herberg-brasserie, een bierwinkel, een galerie voor religieuze artikelen en een expositieruimte. Er is de mogelijkheid om met een gids een rondleiding in de site te volgen.

### Brouwerij
De brouwerij, in oorsprong opgericht in 1850, die nu het merk Achel produceert, is onlangs gemoderniseerd. Nadat in 1917 door de Duitse bezetter de brouwerij-installatie werd ontmanteld, werd ze in 1998 heropgericht.

### Landschap
De Achelse Kluis is een ontmoetingsplaats voor wandelaars en fietsers. Van hieruit zijn een groot aantal wandelingen uitgezet door de aangrenzende Belgische en Nederlandse natuurgebieden, met onder andere het natuurgebied de Achelse Kluis. Ook (Nederlandse) pelgrims naar Santiago de Compostella bezoeken vaak deze abdij alvorens zich over de grens te begeven.

### De grens
De in 1843 vastgestelde grens tussen België en Nederland loopt vanaf grenssteen 177a van de St. Benedictuslaan schuin door het groen, over De Kluis, over het terrein, door de gebouwen naar grenspaal 178 die achter op het kloosterterrein staat.
Op het wegdek van De Kluis is de grens aangegeven met een witte lijn en de vlaggen van Nederland en België. Ook is hier een replica van de Doodendraad te vinden.
Net na de Tweede Wereldoorlog is er bijgebouwd op het terrein, bovenop de grens. Dit laatste is wegens het verdrag van Maastricht (1843) niet toegestaan. De gebouwen hoefden niet te worden gesloopt. De  grens is aangegeven door vijf koperen bouten in de muren. De eerste koperen bout is te vinden in de buitenmuur aan De Kluis. De overige vier, alsmede een A-typische grenstussensteen, zijn te vinden op het terrein van het klooster.  

## Nabijgelegen kernen
Achel, Hamont, Borkel en Schaft, Leende, Leenderstrijp, Soerendonk, Budel